# Zoheïr Aberkane
Pour les articles homonymes, voir Aberkane.
Zoheïr Aberkane, de son nom civil Chemseddine Sayah, né le 18 mars 1961 dans la wilaya d'El Bayadh et mort le 3 avril 2024 à Alger, est un journaliste et militant politique algérien. Surnommé la « sentinelle du Hirak », il est reconnu pour son engagement en faveur de la liberté de la presse et des droits de l'homme.

## Biographie

### Premiers engagements
Zoheïr Aberkane commence à s'engager dès son adolescence à Blida, lorsqu'il s'implique dans des mouvements lycéens et des activités culturelles. Il est particulièrement actif dans l'animation de troupes théâtrales et de ciné-clubs. Après ses études à l'Institut des langues étrangères à Alger, il a poursuit son engagement en initiant des projets comme un journal universitaire.
Dans les années 1980, il commence sa carrière journalistique, travaillant pour plusieurs publications avant de fonder le journal régional Le Nouveau Tell à Blida. Cependant, il doit abandonner ce projet en raison de la menace terroriste durant les années 1990. Au fil des décennies, il contribue à de nombreux médias, dont Reporters et Radio M, où il anime l'émission Café presse politique (CPP). 
Il est surtout connu pour sa couverture du Hirak ; il documente les manifestations et les procès des prisonniers d'opinion. En 2020, il lance Alter News Infos, une plateforme diffusant des informations sur les militants, les détenus d'opinion et les personnes ignorées par les médias traditionnels. Il est ainsi surnommé la « sentinelle du Hirak » en raison de son statut de figure du mouvement de contestation politique.
Il retransmet en direct les prises de paroles des avocats des opposants lors de leurs procès.

### Procès et arrestations
Zoheïr Aberkane est plusieurs fois arrêté et menacé de procès tout au long de sa carrière. En février 2020, il est suspendu par son journal, Reporters. Cette décision survient dans un contexte de pression politique croissante sur les journalistes couvrant le Hirak.
En juin 2021, il est interpellé par la police alors qu'il couvre une manifestation à Alger, et son téléphone est confisqué. En novembre 2022, il est jugé à la cour d'Alger. Le procureur requiert six mois de prison ferme contre lui pour ses reportages sur le Hirak, mais il est finalement relaxé.

### Décès
Zoheïr Aberkane meurt le 3 avril 2024 à l'âge de 63 ans après avoir été victime d'un accident vasculaire cérébral (AVC). Son décès suscite une grande émotion au sein de la communauté journalistique et militante. La Direction générale de la communication à la présidence de la République exprime ses condoléances à sa famille et à la communauté des médias. Il est enterré à Alger, au cimetière d'El Alia.